# Nicola Rocco
Nicola Rocco di Torrepadula (Casoria, 7 ottobre 1811 – Napoli, 7 luglio 1877) è stato un giurista italiano.

## Biografia
Nato nella nobile famiglia dei Rocco di Torrepadula, Nicola (spesso citato anche come "Niccola") seguì la plurisecolare tradizione della famiglia (ricca di magistrati e giuristi), dedicandosi allo studio del diritto. Appena venticinquenne pubblicò un imponente trattato di Diritto civile e, dal 1838, ricoprì l'incarico di giudice al Tribunale di Palermo, trasferendosi poi a Napoli dieci anni dopo, quale giudice della Gran Corte Civile e, dal 1862, Presidente di sezione della Corte d'appello e professore di Diritto Internazionale e Commerciale presso l'Università Federico II di Napoli.
Nel 1842 pubblicò il trattato “Dell'uso e autorità delle leggi considerate nelle relazioni con le persone e col territorio degli stranieri”, prima opera in assoluto sulla materia, ritenuta di grande importanza e studiata in tutte le università d'Europa che di fatto sanciva la nascita del Diritto internazionale privato.
Morì a Napoli il 7 luglio 1877 nello storico Palazzo Maffettone.